# Cratere Holst
Holst  è un cratere sulla superficie di Mercurio.